# Бельови
Бельови (пол. Bielowy) — село в Польщі, у гміні Пільзно Дембицького повіту Підкарпатського воєводства.
Населення — 507 осіб (2011).
У 1975-1998 роках село належало до Тарновського воєводства.

## Демографія
Демографічна структура станом на 31 березня 2011 року:
|          | Загалом | Допрацездатний вік | Працездатний вік | Постпрацездатний вік |
| -------- | ------- | ------------------ | ---------------- | -------------------- |
| Чоловіки | 257     | 59                 | 169              | 29                   |
| Жінки    | 250     | 49                 | 143              | 58                   |
| Разом    | 507     | 108                | 312              | 87                   |